# أبنو
أبنو (بالفارسية: ابنو) هي قرية تقع في مقاطعة سبيدان، فارس، إيران. بلغ عدد سكانها حسب تعداد عام 2006 حوالي 1,196 نسمة يشكّلون 278 أسرة.